# Giovani cowboys
Giovani cowboys (The Cowboys) è una serie televisiva statunitense in 12 episodi trasmessi per la prima volta nel corso di una sola stagione nel 1974. È basata sul film del 1972 I cowboys, con John Wayne.

## Trama
Sette ragazzi lavorano in un ranch nel 1870 nel Nuovo Messico. Il ranch è di proprietà di Kate Andersen, una vedova che ha accolto i ragazzi, tutti orfani e senza casa.

## Personaggi
- Jebediah Nightlinger (12 episodi, 1974), interpretato da	Moses Gunn.
- Annie Andersen (12 episodi, 1974), interpretata da	Diana Douglas.
- Marshal Bill Winter (12 episodi, 1974), interpretato da	Jim Davis.
- Cimarron (12 episodi, 1974), interpretato da	A Martinez.
- Slim (12 episodi, 1974), interpretato da	Robert Carradine.
- Jimmy (12 episodi, 1974), interpretato da	Sean Kelly.
- Homer (12 episodi, 1974), interpretato da	Kerry MacLane.
- Steve (12 episodi, 1974), interpretato da	Clint Howard.
- Hardy (12 episodi, 1974), interpretato da	Mitch Brown.
- Weedy (12 episodi, 1974), interpretato da	Clay O'Brien.

## Produzione
La serie fu prodotta da Warner Bros. Television

### Registi
Tra i registi della serie sono accreditati:
- William Witney (5 episodi, 1974)
- William F. Claxton (4 episodi, 1974)

## Distribuzione
La serie fu trasmessa negli Stati Uniti nel 1974 sulla rete televisiva ABC. 
In Italia è stata trasmessa con il titolo Giovani cowboys.
Alcune delle uscite internazionali sono state:
- negli Stati Uniti il 6 febbraio 1974 (The Cowboys)
- in Germania Ovest il 20 ottobre 1975 (Die Cowboys)
- in Italia (Giovani cowboys)

## Episodi
| Stagione       | Episodi | Prima TV USA |
| -------------- | ------- | ------------ |
| Prima stagione | 12      | 1974         |